# Sân bay quốc tế Mandalay
Sân bay quốc tế Mandalay (tiếng Myanma: မန္တလေးအပ္ရည္‌ပ္ရည္‌ဆုိင္‌ရာလေဆိပ္‌; (IATA: MDL, ICAO: VYMD)) là sân bay quốc tế duy nhất ở Mandalay Division. Sân bay có đường băng dài 4268 m, dài nhất trong các đường băng ở các sân bay châu Á. Sân bay tọa lạc cách Mandalay 45 km, đi xe mất 1 giờ. Sân bay được xây với chi phí 150 triệu USD và hoàn thành năm 1999. Công suất thiết kế: 3 triệu khách/năm, 1000 khách mỗi giờ, 36 quần làm thủ tục check-in, 8 cổng, 3 băng chuyền hành lý.